# هانيا ياناغيهارا
هانيا ياناغيهارا (مواليد 1975) هي روائية ومحررة وكاتبة رحلات أمريكية.